# Chlm (Wielka Fatra)
Chlm (728 m) – szczyt na północnym krańcu Wielkiej Fatry na Słowacji. Wznosi się pomiędzy miejscowościami Necpaly i Belá-Dulice, stanowiąc zakończenie północno-zachodniego grzbietu Borišova. Grzbiet ten oddziela Necpalską dolinę od Belianskiej doliny. Północno-zachodnie stoki szczytu Chlm opadają na pola uprawne Kotliny Turczańskiej.
Chlm zbudowany jest ze skał wapiennych. Jest porośnięty lasem, ale w jego stokach, zwłaszcza południowo-zachodnich, są skały i ściany. W stokach północno-wschodnich jest kilka zarastających lasem polan. Cały masyw znajduje się na obszarze Parku Narodowego Wielka Fatra i nie prowadzi przez niego żaden szlak turystyczny.
W języku słow. chlm oznacza wzgórze, pagórek.

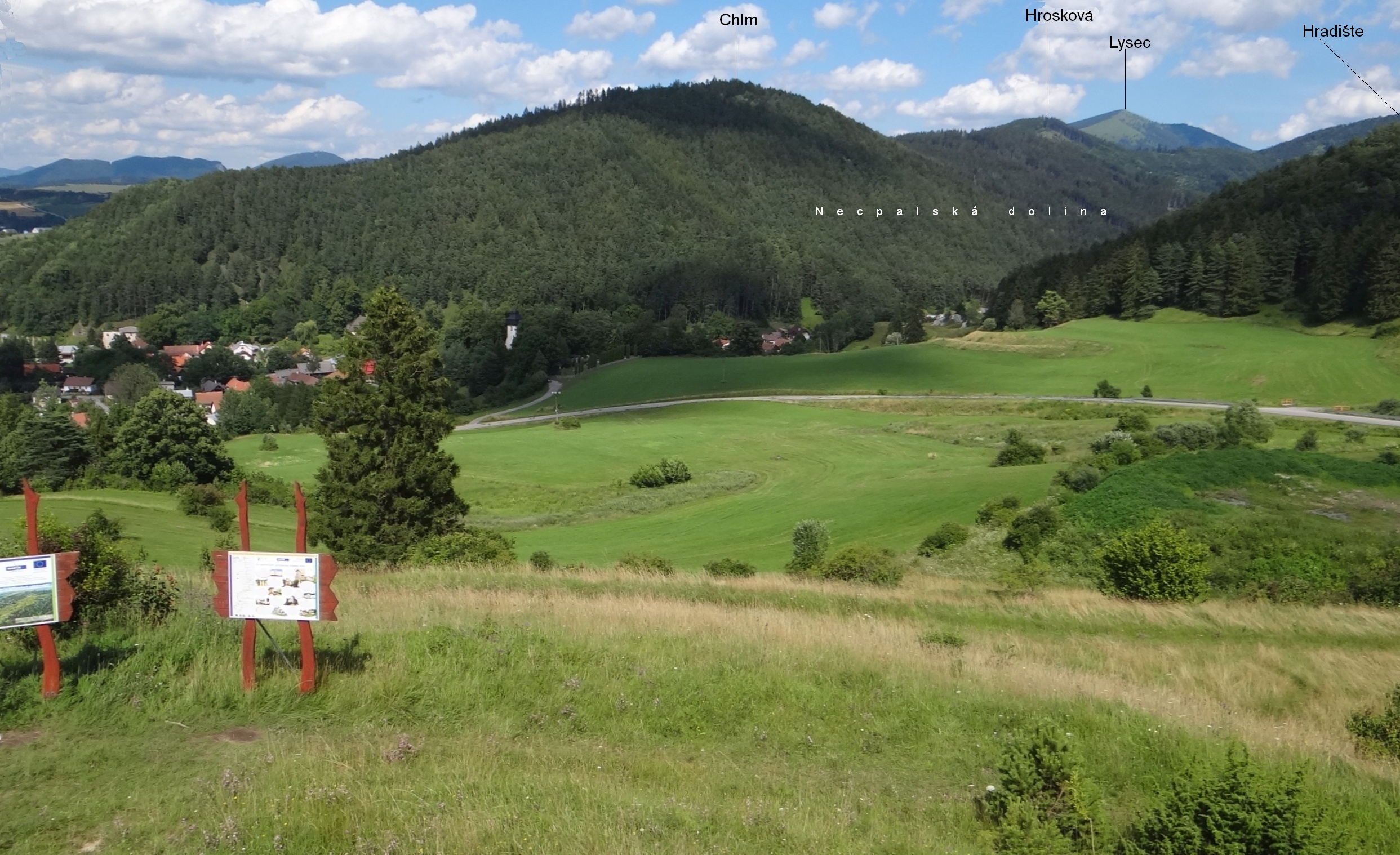